# بينيتو إراولا بيريز بريتو
بينيتو إراولا بيريز بريتو (بالإسبانية: Benito Pérez Brito)‏ هو جندي إسباني، ولد في 1747 في برشلونة في إسبانيا، وتوفي في 3 أغسطس 1813 في بنما في بنما.